# Croatia Airlines
Croatia Airlines Ltd. è la compagnia aerea di bandiera della Croazia ed ha sede a Zagabria. Opera voli nazionali e internazionali principalmente verso destinazioni europee. L'hub principale della compagnia è l'aeroporto internazionale di Zagabria. Da novembre 2004 è membro di Star Alliance.

## Storia

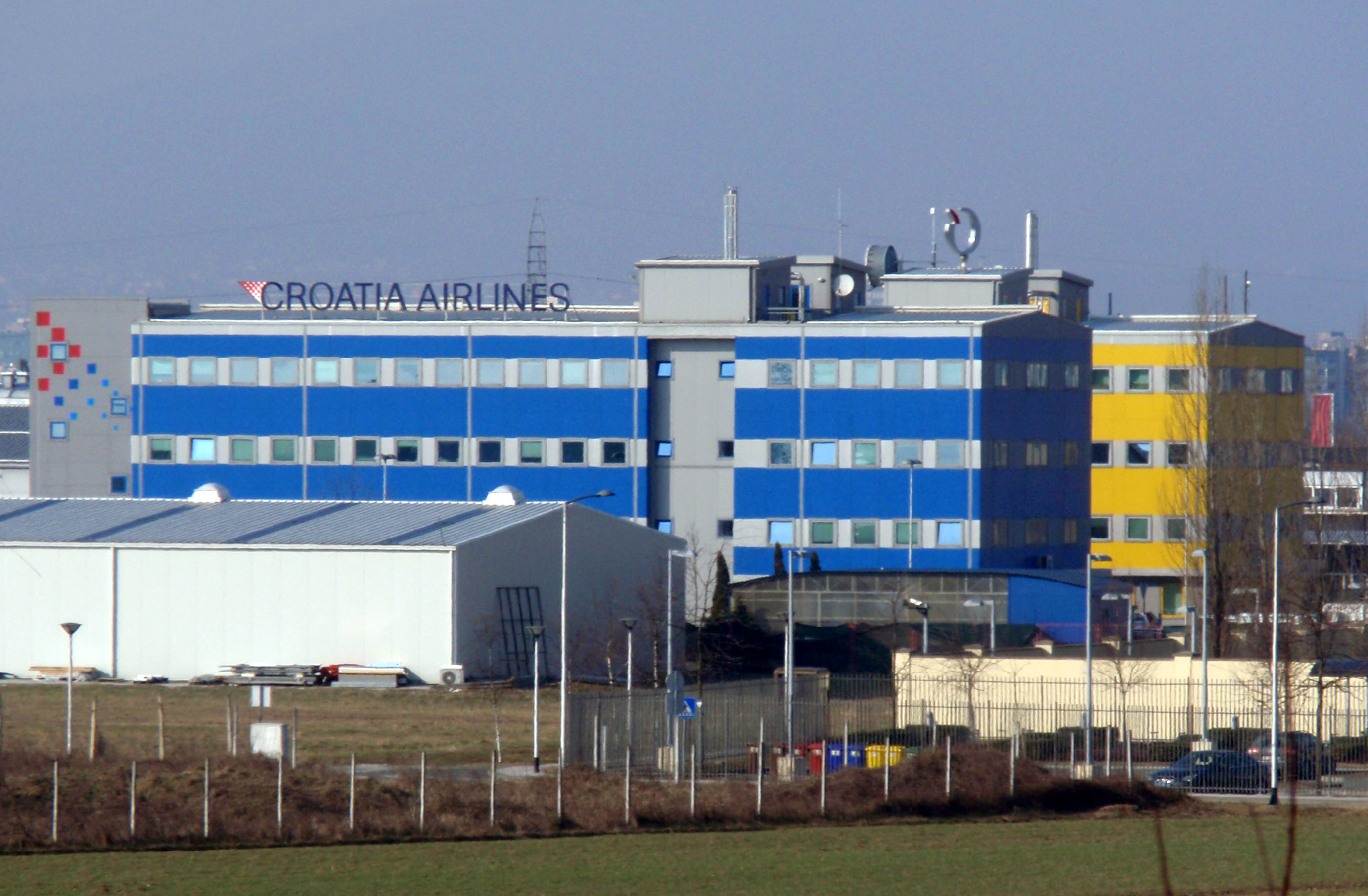
La sede di Croatia Airlines

Fondata il 7 agosto 1989 sotto il nome di Zagal (Zagreb Airlines), la compagnia ha iniziato la sua attività di trasporto aereo con un aeromobile Cessna 402. Inizialmente l'attività era svolta solo per il servizio cargo.
Il 23 giugno 1990 dopo le prime elezioni democratiche croate, Zagal modificò la propria denominazione in Croatia Airlines.
A partire dal 1991 la compagnia ha iniziato regolari collegamenti di linea tra Zagabria e Spalato con l'utilizzo di un McDonnell Douglas MD-82.
Nel corso del 1992 questa rotta subì una breve interruzione a seguito dell'aggressione croata da parte dei serbo-montenegrini. Nello stesso anno si ebbe l'ingresso della compagnia aerea nella IATA (Associazione Internazionale per il Trasporto Aereo) e l'avvio dei primi collegamenti internazionali effettuati con l'utilizzo di tre Boeing 737 acquistati dalla Lufthansa.
Nel 1993 due ATR 42 ed altri due 737 implementarono la flotta, furono aperti uffici in diverse città europee e la società acquistò un'agenzia di viaggio per organizzare viaggi di gruppo ed individuali.
Nel 1994, Croatia Airlines ha trasportato il suo milionesimo passeggero e poco dopo il papa Giovanni Paolo II ha volato con la compagnia per una visita pastorale in Croazia.
Nel 1995, con l'utilizzo di un'ulteriore ATR 42 i passeggeri trasportati arrivarono a due milioni. Nel 1996 Croatia Airlines fu la prima compagnia a volare verso Sarajevo mentre nel 1997 si è impiegato il primo Airbus A320.
Nel 1998 è stato aggiunto alla flotta un Airbus A319 e nello stesso anno Croatia Airlines diventa membro della Association of European Airlines (AEA), a fine anno si raggiunsero i cinque milioni di passeggeri trasportati.
Nel corso del 2000 fu inaugurato un sistema di bigliettazione automatico.
Il 18 novembre 2004, Croatia Airlines diventa membro regionale di Star Alliance insieme alla compagnia slovena Adria Airways e alla finlandese Blue1.
Nel 2007 la compagnia ha trasportato 1.715.027 passeggeri. Secondo alcune stime il 2007 è stato l'anno in cui si sono registrati i migliori dati di traffico e di profitto (25 milioni di kune croate).
Nel 2008 c'è stato un rinnovamento della flotta con il ritiro degli ATR 42 rimpiazzati con Bombardier Dash 8-Q402.
Gli aerei della flotta portano i nomi di comuni e regioni della Croazia.
Il 29 maggio 2011 Croatia Airlines e il partner per la manutenzione Lufthansa hanno annunciato l'introduzione di nuovi sedili Recaro da installare in alcuni aeromobili della famiglia A320 a partire dall'estate 2012, aumentando la capacità di posti a sedere di due file.
Nel novembre 2012 il governo ha iniettato 800 milioni di kune affinché la compagnia aerea diventasse redditizia. Il governo sta cercando di ristrutturare la compagnia aerea ed è alla ricerca di un investitore strategico.

## Destinazioni
Al 2022, Croatia Airlines opera voli di linea verso Austria, Belgio, Bosnia ed Erzegovina, Croazia, Danimarca, Francia, Germania, Grecia, Irlanda, Italia, Macedonia del Nord, Paesi Bassi, Regno Unito, Repubblica Ceca, Romania, Spagna, Svezia e Svizzera.

### Accordi commerciali

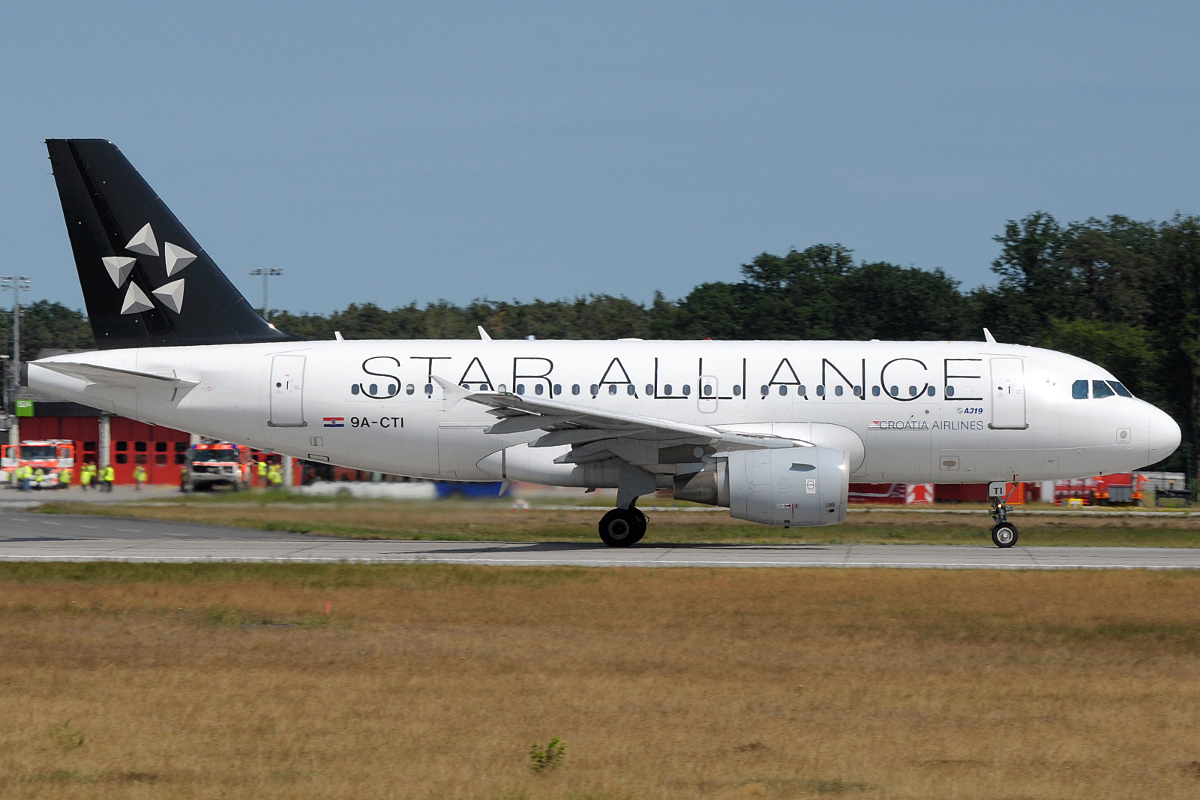
Un Airbus A319-100 di Croatia Airlines in livrea Star Alliance.

Al 2022 Croatia Airlines ha accordi di code-share con le seguenti compagnie:
- Air Canada
- Air France
- Air India
- Asiana Airlines
- Austrian Airlines
- Brussels Airlines
- ITA Airways
- KLM Royal Dutch Airlines
- LOT Polish Airlines
- Lufthansa
- Scandinavian Airlines
- Singapore Airlines
- Swiss International Air Lines
- TAP Air Portugal
- Turkish Airlines
- United Airlines

### Alleanze
Il 18 novembre 2004 Croatia Airlines è entrata a far parte di Star Alliance

## Flotta

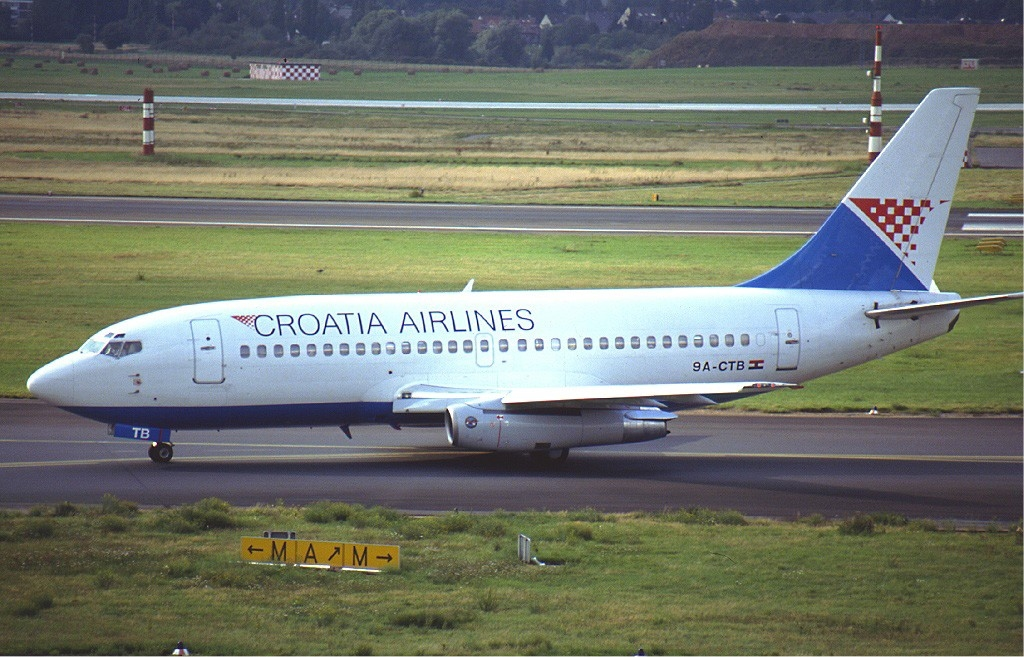
Un Boeing 737-200 nel 1992.

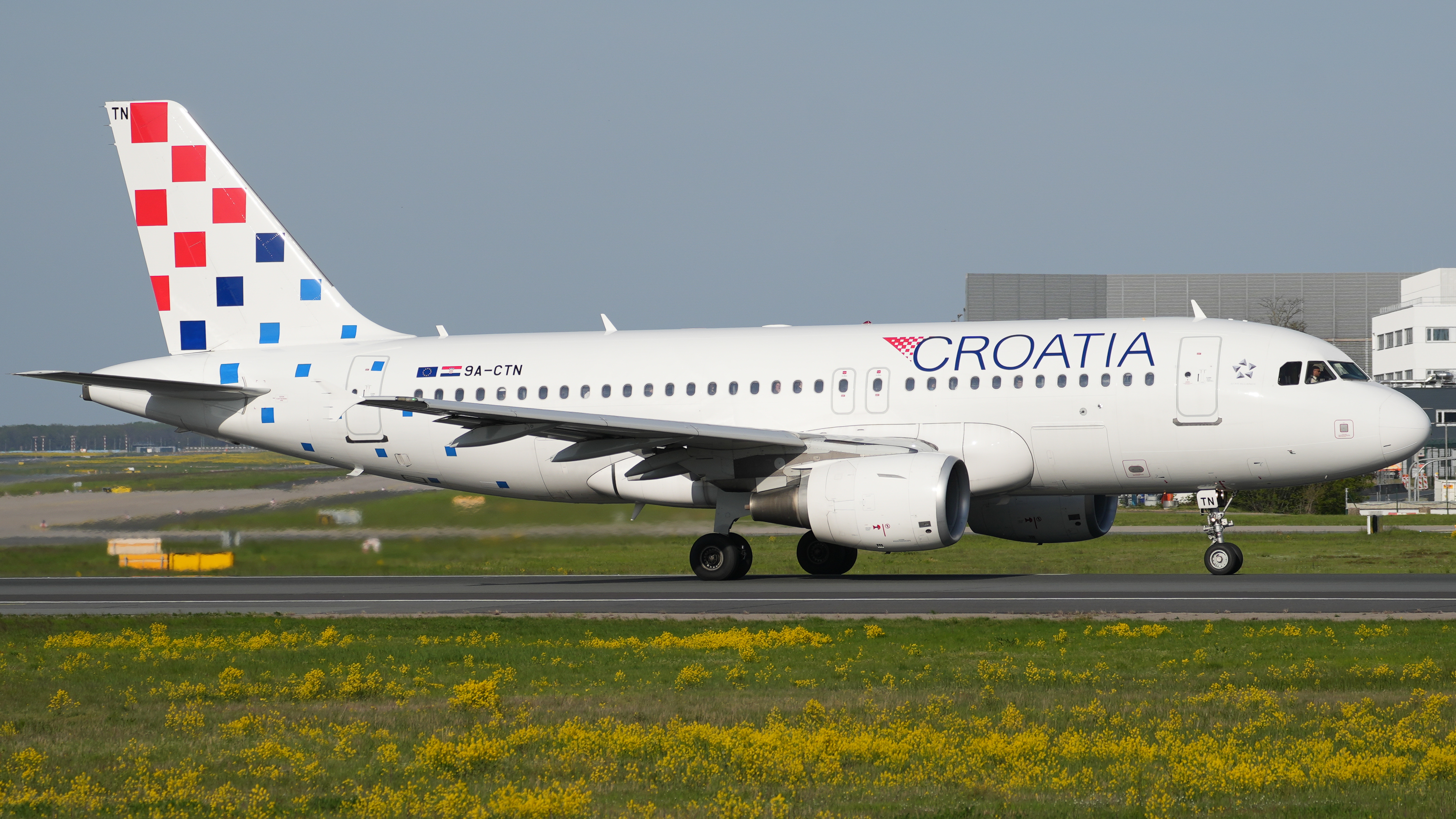
Un Airbus A319-100.

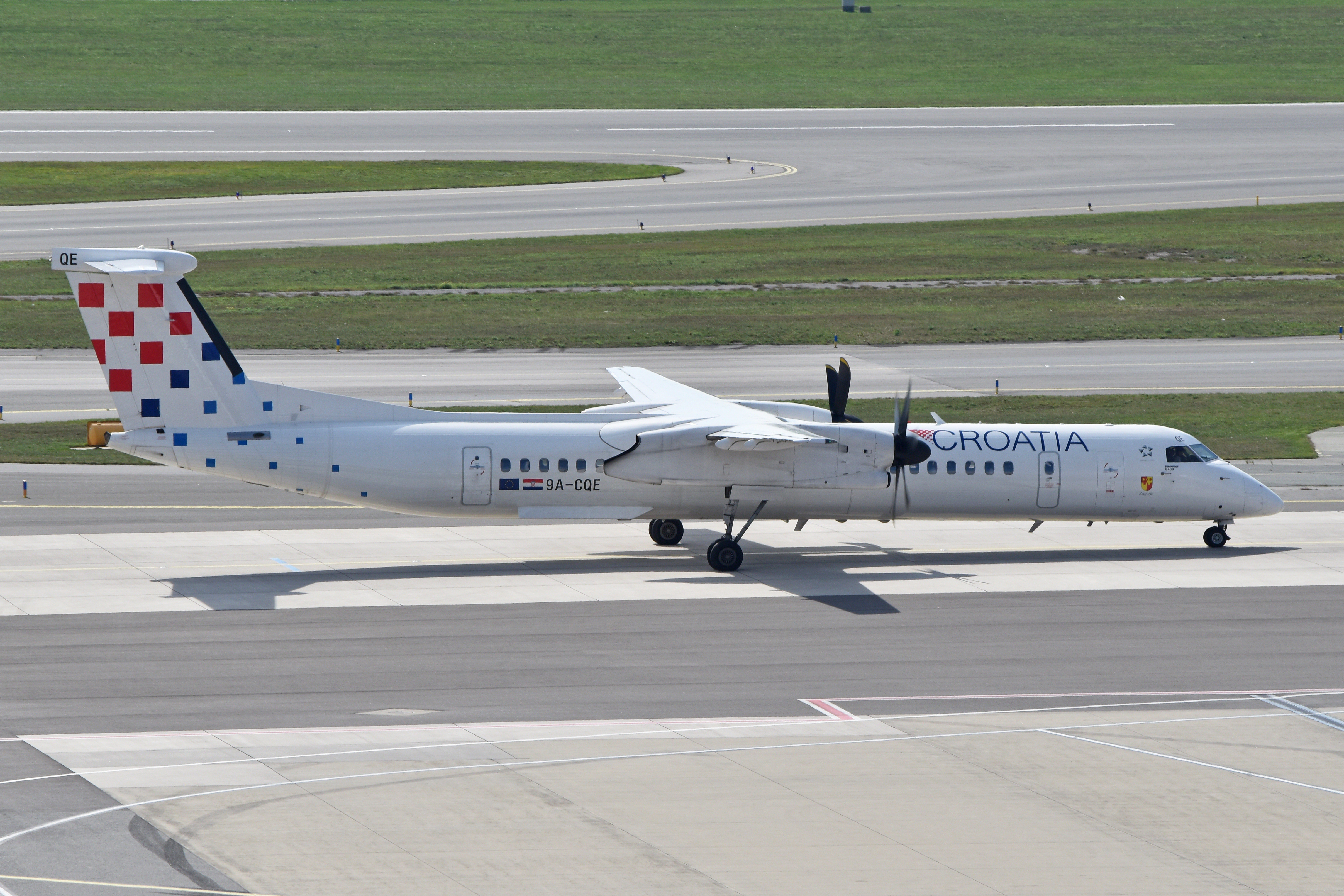
Un De Havilland Canada DHC-8-400.

Ad aprile 2025 la flotta di Croatia Airlines è così composta:

### Flotta storica
Croatia Airlines operava in precedenza con i seguenti aeromobili: